# Машин, Пётр Николаевич
Пётр Николаевич Машин (1880 — 1964) — подполковник 44-й артиллерийской бригады, герой Первой мировой войны. Участник Белого движения на Юге России, командир Марковской артиллерийской бригады, генерал-майор.

## Биография
Из потомственных дворян Полтавской губернии. Племянник генерал-лейтенанта П. А. Машина.
Среднее образование получил в Киево-Печерской гимназии, которую окончил в 1902 году с золотой медалью.
В 1905 году окончил Киевское военное училище, откуда выпущен был подпоручиком в 42-ю артиллерийскую бригаду. 7 августа 1910 года переведен в 44-ю артиллерийскую бригаду. Произведен в поручики 29 августа 1908 года, в штабс-капитаны — 31 августа 1912 года. В Первую мировую войну вступил с 44-й артиллерийской бригадой. Пожалован Георгиевским оружием
За то, что, будучи в чине штабс-капитана, 29 июля 1915 года, в бою у селения Вархолы, находясь на наблюдательном пункте в положении исключительной опасности, огнем своей батареи поражал наступавшие части немцев до тех пор, пока не сломил окончательно их упорства. В последующий затем период боя, когда некоторые наши части под давлением усилившегося противника начали отход, обнажив фланг соседнего полка, капитан Машин, имея уже на высоте правого фланга батареи цепи противника, не оставил своей позиции, а продолжал огнем своей батареи задерживать наступление немцев, чем во многом содействовал успешным действиям нашей пехоты.
Произведен в капитаны 18 января 1916 года «за отличия в делах против неприятеля», в подполковники — 17 января 1917 года, с назначением командиром 4-й батареи 44-й артиллерийской бригады.
С началом Гражданской войны вступил в Добровольческую армию. Состоял в отряде полковника Покровского. Участвовал в 1-м Кубанском походе: в феврале—марте 1918 года — старший офицер 4-й батареи, затем в 1-й батарее. В апреле 1918 — начальник хозяйственной части 1-й батареи, каковую должность занимал и во время 2-го Кубанского похода. 10 (23) июля 1918 года назначен командиром 1-й батареи. 16 (29) декабря 1918 произведен в полковники и назначен командиром дивизиона 1-й артиллерийской бригады, с 4 апреля 1919 года — командир 1-го дивизиона. В июне 1919 года был назначен командиром 1-й артиллерийской (впоследствии Марковской артиллерийской) бригады, в каковой должности оставался до эвакуации Крыма. В марте 1920 года временно исполнял обязанности начальника Марковской дивизии. Произведен в генерал-майоры 6 июня 1920 года. В Галлиполи — командир Марковского артиллерийского дивизиона. Осенью 1925 года — в составе 1-й Галлиполийской роты в Болгарии.
В эмиграции во Франции. Скончался в 1964 году. Похоронен на Центральном кладбище Ганьи (пригород Парижа). Был женат.

## Награды
- Орден Святого Станислава 3-й ст. (ВП 31.03.1911)
- Орден Святой Анны 3-й ст. с мечами и бантом (ВП 15.01.1915)
- Орден Святой Анны 4-й ст. с надписью «за храбрость» (ВП 14.02.1915)
- Орден Святого Станислава 2-й ст. с мечами (ВП 15.12.1915)
- Орден Святой Анны 2-й ст. с мечами (ВП 1.10.1916)
- Георгиевское оружие (ВП 2.11.1916)
- Орден Святого Владимира 4-й ст. с мечами и бантом (ПАФ 4.03.1917)